# Дияшевский сельсовет
Дияшевский сельсовет — муниципальное образование в Бакалинском районе Башкортостана.

## История
В 2008 году в Дияшевский сельсовет вошёл Староазмеевский сельсовет.
Закон Республики Башкортостан от 19.11.2008 N 49-з «Об изменениях в административно-территориальном устройстве Республики Башкортостан в связи с объединением отдельных сельсоветов и передачей населённых пунктов», ст.1, п.6 б) гласит:

 "Внести следующие изменения в административно-территориальное устройство Республики Башкортостан:
 объединить Дияшевский и Староазмеевский сельсоветы с сохранением наименования «Дияшевский» с административным центром в селе Дияшево.
Включить сёла Николаевка, Старое Азмеево, деревни Галиуллинка, Нарат-Чукур Староазмеевского сельсовета в состав Дияшевского сельсовета.

Утвердить границы Дияшевского сельсовета согласно представленной схематической карте.

Исключить из учётных данных Староазмеевский сельсовет

## Население
| 2002  | 2009  | 2010  | 2012  | 2013  | 2014  | 2015  |
| ----- | ----- | ----- | ----- | ----- | ----- | ----- |
| 1730  | ↘1679 | ↘1470 | ↘1420 | ↘1393 | ↘1366 | ↘1335 |
| 2016  | 2017  |       |       |       |       |       |
| ↘1303 | ↘1291 |       |       |       |       |       |

## Состав сельского поселения
В состав сельского поселения входят 4 населённых пункта:
| № | Населённый пункт     | Тип населённого пункта       | Население |
| - | -------------------- | ---------------------------- | --------- |
| 1 | Дияшево              | село, административный центр | ↘375      |
| 2 | Старое Азмеево       | село                         | ↘343      |
| 3 | Юльтимировка         | деревня                      | ↘274      |
| 4 | Михайловка           | село                         | ↘162      |
| 5 | Деревня Пенькозавода | деревня                      | ↘129      |
| 6 | Нарат-Чукур          | деревня                      | ↘86       |
| 7 | Новое Азмеево        | деревня                      | ↘77       |
| 8 | Николаевка           | село                         | ↘15       |
| 9 | Галиуллинка          | деревня                      | ↘9        |